# Rari Nantes Bogliasco (maschile) 2016-2017
Il Bogliasco 1951 disputa la Serie A1 2016-2017 di pallanuoto maschile.

## Rosa
| N° |                    | Ruolo | Giocatore           |
| -- | ------------------ | ----- | ------------------- |
| 1  | Italia (bandiera)  | P     | Edoardo Prian       |
| 13 | Francia (bandiera) | P     | Pierre Pellegrini   |
| 8  | Italia (bandiera)  | D     | Matteo Monari       |
| 12 | Italia (bandiera)  | D     | Mario Guidi         |
| 4  | Italia (bandiera)  | CV    | Gian Marco Guidaldi |
| 7  | Italia (bandiera)  | CV    | Fabio Gambacorta    |
| 3  | Italia (bandiera)  | CV    | Filippo Gavazzi     |

| N° |                       | Ruolo | Giocatore        |
| -- | --------------------- | ----- | ---------------- |
| 9  | Italia (bandiera)     | CV    | Duilio Puccio    |
| 11 | Italia (bandiera)     | CV    | Cristian Gandini |
| 14 | Italia (bandiera)     | A     | Filippo Ferrero  |
| 2  | Italia (bandiera)     | A     | Alberto Caliogna |
| 6  | Montenegro (bandiera) | A     | Nikola Vavić     |
| 10 | Croazia (bandiera)    | CB    | Marino Divković  |
| 5  | Italia (bandiera)     | CB    | Andrea Fracas    |

| Allenatore: | Daniele Bettini |

## Mercato
| Acquisti | Acquisti         | Acquisti       | Acquisti |
| R.       | Nome             | da             |          |
| -------- | ---------------- | -------------- | -------- |
| CV       | Cristian Gandini | Sori           |          |
| A        | Nikola Vavić     | Jadran H.N.    |          |
| CB       | Marino Divković  | Jadran Spalato |          |

| Cessioni | Cessioni             | Cessioni      | Cessioni |
| R.       | Nome                 | a             |          |
| -------- | -------------------- | ------------- | -------- |
| D        | Alessandro Di Somma  | Trieste       |          |
| A        | Roberto Ravina       | Savona        |          |
| CB       | Alonso Ives Gonzalez | fine rapporto |          |